# میروسلاف شیمکوویاک
میروسلاف شیمکوویاک (لهستانی: Mirosław Szymkowiak؛ زادهٔ ۱۲ نوامبر ۱۹۷۶) یک بازیکن فوتبال اهل لهستان است.
وی همچنین در تیم ملی فوتبال لهستان بازی کرده‌است.